# Gustav Ross
Gustav Ross (* 29. September 1818 in Altekoppel; † 8. Mai 1861 in Altona) war ein deutscher Arzt, Orthopäde und Privatdozent.

## Leben und Wirken
Gustav Ross war ein Sohn des Landwirts Colin Ross (* 9. August 1780 in Hamburg; † 29. August 1862 in Schönböken) und dessen Ehefrau Juliane Auguste, geborene Remin (* 25. September 1784; † 26. März 1865 in Bornhöved). Er hatte vier Brüder, darunter den Maler Charles Roß und den Archäologen Ludwig Ross. 
Ross besuchte Gymnasien in Plön und Eutin und studierte von 1838 bis 1840 Philologie an der Universität Kiel. An dieser Universität wechselte er vollständig zur Medizin und besuchte danach Universitäten in München und Würzburg. 1843 promovierte er an der Kieler Universität und bestand dort das Staatsexamen. Danach arbeitete er zwei Jahre als Assistent am Allgemeinen Krankenhaus in Hamburg.
1845/46 studierte Ross in Paris und Berlin bei Jules Guérin und Johann Friedrich Dieffenbach. Beide Mediziner prägten Ross’ spätere orthopädische Karriere. Weitere Erfahrungen im Bereich der orthopädischen Chirurgie sammelte er von 1846 bis als Dozent bei Bernhard von Langenbeck und Louis Stromeyer in der Augenheilkunde der Chirurgischen Universitätsklinik Kiel. Während der Schleswig-Holsteinischen Erhebung kämpfte er 1848/49 als Freiwilliger und geriet nahe Bau in Haft. Nach einem Austausch übernahm er als Ober- und Bataillonsarzt das Kommando über Lazarette in Flensburg und Altona.
1851 beendete Ross, der sich zur Aufklärung bekannte, seine akademische Laufbahn und gründete in Altona ein eigenes orthopädisch-chirurgisches und augenärztliches Institut, das ihm ein sichereres Einkommen bot. Es handelte sich um die dritte derartige Einrichtung in Schleswig-Holstein, womit der Orthopäde zu den Wegbereitern des Fachgebiets in der Region gehörte. Sein Institut hatte schnell einen guten Ruf.
Aufgrund gesundheitlicher Probleme konnte Ross nach einigen Jahren nur noch eingeschränkt praktizieren. 1857 und 1858 lebte er längere Zeit zur Erholung auf Sylt und beschäftigte sich aus diesem Grund mit wirksamer Werbung für das Seebad Westerland. 1859/60 reiste er zu erfolglosen Kuren nach Madeira und an den Genfersee.

## Familie
Ross war verheiratet mit Anna Huchtung (* 1826; † 1. Juni 1878 in Altona). Ihr Vater Friedrich Berthold Huchting war ein Kaufmann, ihre Mutter war Bertha, geborene Schönhütte. Das Ehepaar hatte drei Söhne und eine Tochter. Der Reiseschriftsteller Colin Ross war einer seiner Enkel.